# Semolina (bướm đêm)
Semolina là một chi bướm đêm thuộc họ Cosmopterigidae.